# S2 (Neurenberg)
De S2 is een S-Bahnlijn in de Duitse stad Neurenberg, het is de tweede lijn van de S-Bahn van Neurenberg. De lijn is geopend in 1992 en telt 23 stations. Het traject is 49,6 kilometer lang. Deze lijn loopt van Roth naar Aldorf.

## S-Bahnstations
| S2                  |                                         |
|                     |                                         |
| Stations            | Transfers                               |
| Roth                | DB                                      |
| Büchenbach          |                                         |
| Rednitzhembach      |                                         |
| Schwabach           | DB                                      |
| Limbach             |                                         |
| Katzwang            |                                         |
| Reichelsdorf Keller |                                         |
| Reichelsdorf        |                                         |
| Eibach              |                                         |
| Sandreuth           |                                         |
| Steinbühl           |                                         |
| Hauptbahnhof        | U1 , U11 , U2 , U21 , U3 , S1 , S3 , DB |
| Dürrenhof           | S1                                      |
| Gleißhammer         |                                         |
| Dutzendteich        |                                         |
| Frankenstadion      |                                         |
| Fischbach           |                                         |
| Feucht              | DB                                      |
| Mossbach            |                                         |
| Winkelhaid          |                                         |
| Ludersheim          |                                         |
| Altdorf West        |                                         |
| Altdorf             |                                         |